# Léopold II de Lippe
Pour les articles homonymes, voir Léopold II.
Titre
Prince de Lippe
4 avril 1802 – 1er janvier 1851
48 ans, 8 mois et 28 jours
Léopold II est un prince de la maison de Lippe-Detmold né le 6 novembre 1796 à Detmold et mort le 1er janvier 1851 dans cette même fille. Il règne sur la principauté de Lippe de 1802 à sa mort.

## Biographie
Léopold II est né à Detmold. Il est le premier enfant du prince Léopold Ier et de son épouse, la princesse Pauline d'Anhalt-Bernbourg (1769-1820). Il devient prince de Lippe à la mort de son père, le 4 avril 1802. Comme il n'a que six ans, sa mère assure la régence jusqu'au 3 juillet 1820. Durant cette période, une constitution est promulguée en 1819, qui crée notamment le parlement aux pouvoirs les plus étendus de toute l'Allemagne.
En 1825, il construit un théâtre de la Cour. Albert Lortzing et Ludwig Devrient qui sont employés au théâtre de 1826 à 1833. 
Dans les dernières années de son règne, les révolutions de 1848 éclatent dans l'ensemble de l'Allemagne. Après sa mort à Detmold, son fils aîné Léopold III lui succède.

## Mariage et descendance
Le 23 avril 1820 à Arnstadt, Léopold II épouse Émilie (de) (1800-1867), fille du prince Gonthier-Frédéric-Charles Ier de Schwarzbourg-Sondershausen. Ils ont neuf enfants :
- Léopold III (1821-1875), prince de Lippe ;
- Louise (1822-1887) ;
- Woldemar (1824-1895), prince de Lippe ;
- Frédérique (1825-1897) ;
- Frédéric (1827-1854) ;
- Hermann (1829-1884) ;
- Alexandre (1831-1905), prince de Lippe ;
- Charles (1832-1834) ;
- Pauline (1834-1906).